# Karl Köhler (Fußballspieler)
Karl Köhler (* 28. Januar 1928) ist ein ehemaliger deutscher Fußballspieler, der von 1950 bis 1959 in der DDR-Oberliga, der höchsten Spielklasse im DDR-Fußball, für Lokomotive Stendal aktiv war.

## Sportliche Laufbahn
Zur Saison 1950/51 wurde der 22-jährige Karl Köhler in den Kader der Oberligamannschaft der Betriebssportgemeinschaft (BSG) Lokomotive Stendal aufgenommen. Am 2. Oberliga-Spieltag wurde er erstmals aufgeboten und spielte als rechter Verteidiger. Diese Position behielt er bis zum Saisonende und fehlte während der gesamten Spielzeit nur bei zwei Punktspielen und konnte sich fünfmal als Torschütze auszeichnen. In den beiden folgenden Spielzeiten rückte Köhler auf die linke Abwehrseite und fehlte erneut jeweils nur bei zwei Oberligaspielen. In jeder Saison erzielte er ein Tor. 1953/54 erkrankte er für längere Zeit. Neben einem Kurzzeiteinsatz in der Hinrunde bestritt er erst die letzten sieben Punktspiele der Saison, die für Stendal mit dem Abstieg aus der Oberliga endete. In der DDR-Liga-Saison 1954/55, in der die BSG den sofortigen Wiederaufstieg schaffte, erkämpfte sich Köhler seinen Stammplatz zurück und kam in 22 der 26 Ligaspiele zum Einsatz. In der neu eingeführten Dreierabwehr wurde er regelmäßig als Innenverteidiger aufgeboten. Ab 1956 wurde im DDR-Fußball im Kalenderjahr-Rhythmus gespielt. Köhler konnte wegen Verletzungen in der Hinrunde nur vier Punktspiele bestreiten, erst in der Rückrunde stand er in allen 13 Oberligapartien wieder als Innenverteidiger in der Mannschaft. Nach längerer Zeit gelang ihm auch wieder ein Punktspieltor. Mit gewohnter Zuverlässigkeit stand er auf seiner Position 1957 in 24 von 26 Oberligaspielen auf dem Platz, musste aber erneut den Abstieg seiner Mannschaft miterleben. In der DDR-Liga gelang wie vor drei Jahren der Durchmarsch zurück in die Erstklassigkeit, unter tatkräftiger Mithilfe Köhlers, der bei den 26 Punktspielen nur dreimal gefehlt hatte. Anschließend beendete Köhler 31-jährig seine Karriere im Hochleistungsfußball.